# ألبرت لورد
ألبرت لورد (28 أغسطس 1888 - 29 مارس 1969) (بالإنجليزية: Albert Lord)‏ هو لاعب كريكت بريطاني (وحمل سابقاً جنسية المملكة المتحدة لبريطانيا العظمى وأيرلندا).